# Thanatpin
Thanatpin är en stad i Myanmar. Den ligger i Bagoregionen, i den södra delen av landet, 280 km söder om huvudstaden Naypyidaw. Thanatpin ligger 13 meter över havet och folkmängden uppgår till cirka 15 000 invånare.

## Geografi
Terrängen runt Thanatpin är mycket platt. Runt Thanatpin är det ganska tätbefolkat, med 230 invånare per kvadratkilometer. Närmaste större samhälle är Bago, 11 km väster om Thanatpin. Omgivningarna runt Thanatpin är en mosaik av jordbruksmark och naturlig växtlighet.

## Klimat
Tropiskt monsunklimat råder i trakten. Årsmedeltemperaturen i trakten är 25 °C. Den varmaste månaden är april, då medeltemperaturen är 32 °C, och den kallaste är juni, med 20 °C. Genomsnittlig årsnederbörd är 4 314 millimeter. Den regnigaste månaden är juli, med i genomsnitt 1 088 mm nederbörd, och den torraste är december, med 6 mm nederbörd.